# Culture Yamna
Objets typiques
char à roues

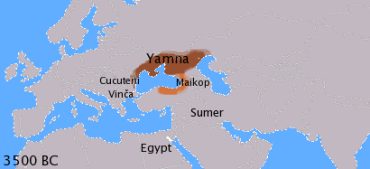
Aire de la culture de Maïkop et de la culture Yamna.

Impact génétique de la culture Yamna en Europe.

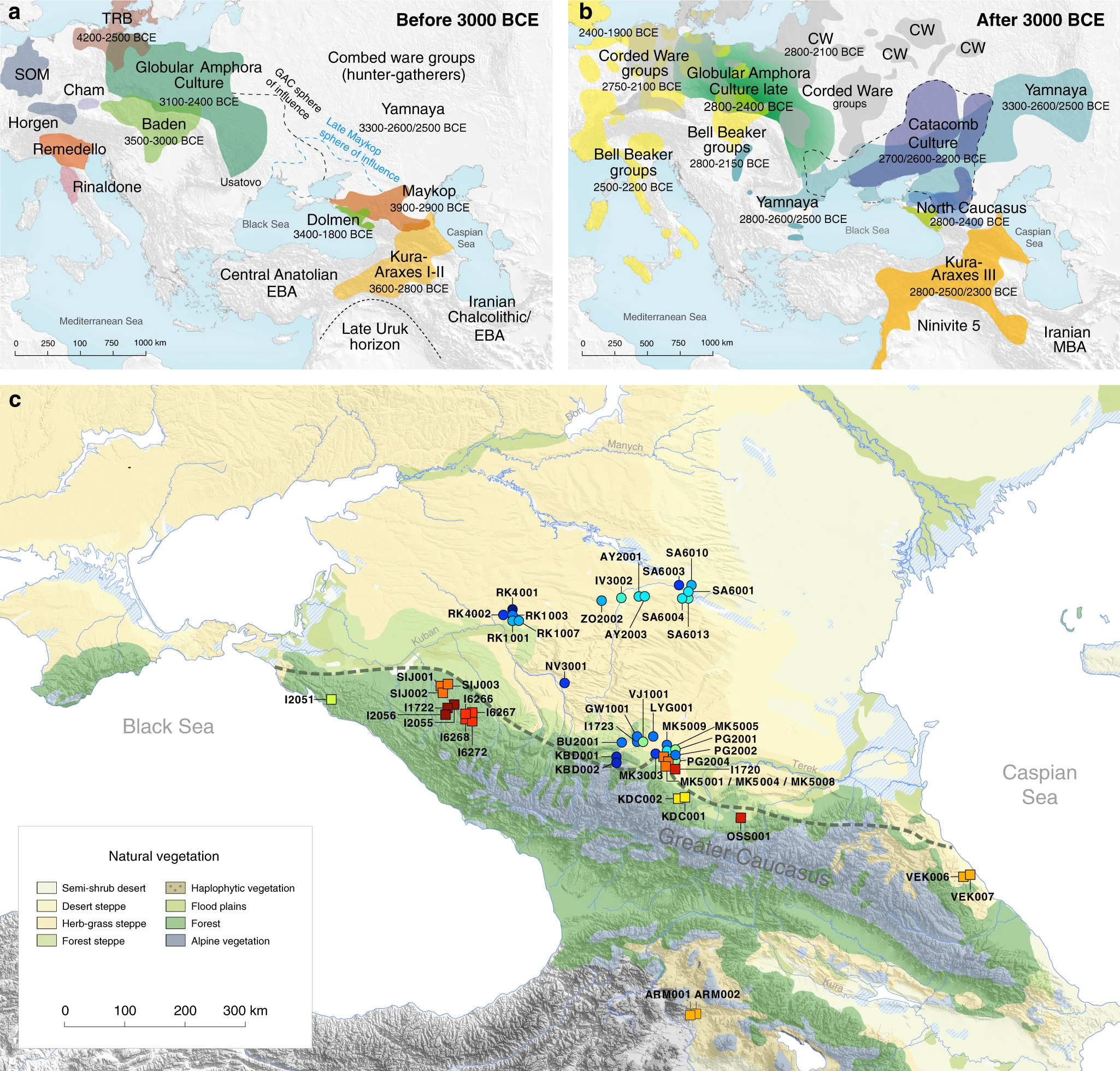
Ensemble du génome humain ancien (Caucase, 3000 avant notre ère).

La culture Yamna ou Yamnaya (en russe : ямная культура et en ukrainien : ямна культура, « culture des tombes en fosse », du russe яма, « fosse ») est une culture du Néolithique final et de l'Âge du bronze ancien, qui s'est développée dans la région du Boug / Dniepr / Don / basse Volga, c'est-à-dire la steppe pontique. Elle s'étendait d'environ 3600 à 2300 av. J.-C. et occupait le territoire du sud de l'Oural à l'est jusqu'au Dniestr à l'ouest, de la Ciscaucasie au sud à la région moyenne de la Volga au nord. Cette culture a été décrite par V. A. Vorontsov en 1905 pour la distinguer de la culture ultérieure des Catacombes dans cette région. Cette culture est aussi connue en français sous les noms de culture pontique des tombes en fosse ou à puits, ou encore culture des tombes à ocre.
Cette culture correspond à des populations essentiellement nomades, des peuples cavaliers pratiquant un peu de culture le long des fleuves et construisant quelques castros.
Depuis l'hypothèse kourgane de Marija Gimbutas émise en 1956, la culture Yamna a été associée aux Proto-Indo-Européens tardifs (PIE) et proposée comme le plus solide « candidat » pour être le foyer de l'indo-européen commun. Cette hypothèse n'a été corroborée qu'à partir des années 2000, période à partir de laquelle les études génétiques ont montré qu'une migration très importante s'est produite à partir du début du IIIe millénaire av. J.-C. depuis les steppes pontiques vers le centre de l'Europe, puis les autres parties de l'Europe, ainsi que vers l'Asie centrale puis l'Asie du Sud. Ces études confirment notamment une proximité génétique entre les populations modernes d'Europe et les populations du Nord de l'Inde et celles de la culture Yamna.

## Origine
D’après l’hypothèse kourgane de Marija Gimbutas (1956), la culture Yamna serait identique avec les Proto-Indo-Européens tardifs (PIE). Selon cette hypothèse, elle est le plus solide « candidat » pour être le foyer de l’indo-européen commun, avec la culture de Sredny Stog qui la précède. 
Mais la corrélation entre les preuves archéologiques de la culture et de ses migrations avec les indices linguistiques a été discutée, par exemple par Pavel Doloukhanov en 1996, qui avançait que l’émergence de la culture des tombes en fosse aurait représenté un développement social de diverses cultures locales de l’Âge du bronze, exprimant une stratification sociale et permettant l’émergence de structures sociales nomades soumises à un chef, qui à leur tour auraient intensifié les contacts entre divers groupes sociaux hétérogènes. Certains auteurs estiment que la culture Yamna serait trop récente pour représenter le berceau de la langue indo-européenne originelle. Les populations Yamna appartiendraient plutôt à un « groupe du sud-est » déjà dérivé, qui aurait donné d'une part le proto-indo-iranien, d'autre part l'arménien et les formes archaïques des langues helléniques (selon la classification de E. Hamp). Dans cette vision, la culture Yamna serait une subdivision ancienne du foyer indo-européen.
Mais en 2015, une étude d'ADN fossile étaya l'idée que les cavaliers Yamna s’étaient répandus en Europe au début du IIIe millénaire av. J.-C. et qu'ils seraient à l'origine des peuples dits de la céramique cordée,,, confirmant ainsi le lien entre culture yamna et les Indo-européens. 
Haak et al. (2015) ont réalisé une large étude du génome de 94 anciens squelettes d'Europe et de Russie. Ils ont conclu que les caractéristiques autosomales des personnes de la culture Yamna sont très proches de celles des gens de la culture de la céramique cordée, avec une estimation de la contribution ancestrale de 73 % de l'ADN Yamna dans l'ADN des squelettes de la céramique cordée d'Allemagne. La même étude a estimé une contribution ancestrale de 40 à 54 % de la culture Yamna dans l'ADN des Européens modernes du nord et du centre de l'Europe et une contribution de 20 à 32 % pour les Européens modernes du Sud, à l'exclusion des Sardes (7,1 % ou moins), et dans une moindre mesure des Siciliens (11,6 % ou moins),,. Haak et al. ont également imputé l'introduction en Europe des haplogroupes R1b et R1a, les haplogroupes Y-ADN les plus courants en Europe occidentale et orientale respectivement, aux populations des steppes de l'Âge du bronze, y compris la culture Yamna.
Des analyses autosomales indiquent également que le peuple de la culture Yamna est le vecteur le plus probable pour l'ajout de la composante génétique « ancien nord-eurasien » en Europe. « Ancien nord-eurasien » est le nom donné dans la littérature à la composante génétique qui représente la descendance du peuple de la culture de Malta-Buret, ou d'autres populations étroitement liées à celle-ci. Cette composante génétique est visible dans les analyses du peuple Yamna ainsi que dans ceux des Européens des temps modernes, mais n'est pas présente chez les Européens antérieurs à l'Âge du bronze.
En accord avec les études précédentes, une large étude génétique portant sur la formation génomique de l'Asie du Sud et centrale parue en 2018 avance qu'« il est frappant de constater que la grande majorité des locuteurs indo-européens vivant à la fois en Europe et en Asie du Sud recèlent de nombreuses fractions d'ascendance liées aux pasteurs de la steppe de Yamna, suggérant que le « proto-indo-européen tardif », la langue ancestrale de tous les peuples modernes indo-européens, était la langue de Yamna. Les premières études génétiques avaient documenté les mouvements de populations de la steppe vers l'ouest qui propageaient vraisemblablement cette ascendance, mais il n’existait pas encore de preuves génétiques de l'expansion vers l'Asie du Sud. Notre documentation sur la pression génétique à grande échelle exercée en Inde du Nord par les groupes de la steppe au deuxième millénaire avant notre ère fournit désormais de nouvelles preuves, cohérentes avec les traces archéologiques de liens entre la culture matérielle dans la steppe kazakhe de l'âge du bronze moyen à tardif et la culture védique précoce en Inde. »

## Émergence et distribution géographique
La formation de la culture Yamna proprement dite se produit dans une période relativement courte à la fin du IVe millénaire av. J.-C..
Il existe un consensus selon lequel l'apparition de la culture de Maïkop vers 3 600 av. J.-C. eut de profonds effets sur les cultures des steppes antérieures à Yamna et au début de Yamna. La métallurgie de Yamna a emprunté à la culture de Maikop des moules à deux faces, des dagues à dents, des haches avec une seule lame avec des trous de fonte et du cuivre arsénié. Des véhicules à roues auraient pu pénétrer dans les steppes via la culture de Maïkop, révolutionnant ainsi l'économie des steppes et rendant possible le nomadisme pastoral de Yamna après 3 300 av. J.-C..
Selon Doloukhanov, la culture Yamna trouverait son origine entre le cours moyen de la Volga, dans la culture de Khvalynsk, et le cours moyen du Dniepr, dans la culture de Sredny Stog. Pour David Anthony, les preuves génétiques orientent les origines de Yamna des steppes de la Volga jusqu'au nord-Caucase du fait de ses deux composantes principales d'ascendance, à savoir les chasseurs-cueilleurs est-européens (EHG) et les chasseurs-cueilleurs caucasiens (CHG). Si le contact avec la culture de Maïkop a été une cause fondamentale des innovations en matière de transport et de métallurgie qui définissent la culture Yamna, les steppes du Don inférieur et de la basse Volga, situées au nord des steppes du nord-Caucase, correspondraient à la phase la plus ancienne de cette culture. D'un point de vue génétique, les populations yamna sont modélisées comme possédant une composante ancestrale composée de 65 % d'ascendance issue des chasseurs-cueilleurs de la région du Don Moyen et 35 % d'ascendance issue des chasseurs-cueilleurs du Caucase. 
La formation des populations Yamna est, par la suite, plus précisément modélisée comme étant le résultat du trois clines génétiques énéolithiques : un cline « Caucase-Basse Volga » (CLV) imprégné d'ascendance de chasseurs-cueilleurs du Caucase (CHG) s'étendant entre l'extrémité sud du Néolithique du Caucase dans l'Arménie néolithique et une extrémité nord de la steppe dans la région de la Basse Volga. Les populations situées dans l'Est de la steppe pontique et celles de la culture de Maïkop dans le nord du Caucase sont les résultats de ce flux génétique bidirectionnel. Ces populations (CLV) ont également contribué à la formation de deux grands « clines fluviaux » en se mêlant à des groupes distincts de chasseurs-cueilleurs européens. Un « cline de la Volga » s'est formé lorsque les habitants de la Basse Volga se sont mélangés à des populations en amont qui avaient une ascendance plus orientale de chasseurs-cueilleurs (EHG). Un « cline du Dniepr » s'est formé lorsque les populations CLV portant à la fois des ancêtres du Néolithique du Caucase et de la Basse Volga se sont déplacés vers l'ouest et ont incorporé l'ascendance des chasseurs-cueilleurs du Néolithique ukrainien (UNHG) pour établir la population de la culture de Sredny Stog dont sont issus les ancêtres directs des Yamna eux-mêmes, formée vers 4000 avant notre ère. Les clans CLV ayant une ascendance dans la région de la Basse Volga ont ainsi contribué aux quatre cinquièmes de l'ascendance des Yamna.
Peu de temps après sa formation, les premiers kourganes Yamna sont érigés dans les plaines au nord-ouest de la mer Noire. En plus d'occuper la bande de steppe immédiatement le long de la côte de la mer Noire et de former finalement le groupe spécial de Boudjak, leurs populations se déplacent vers le nord-ouest et le nord le long des vallées du Prut et du Dniestr dans un environnement plus forestier. Elles atteignent leur aire de répartition la plus septentrionale, juste avant la ville actuelle de Tchernivtsi dans la région historique de Bucovine. Le même processus se produit autour du Dniepr, de sorte que les kourganes Yamna et leurs sépultures typiques se trouvent à peu près aussi loin au nord que la ville de Kiev. Ils se sont installés jusqu'à l'extrémité ouest de la ceinture steppique eurasienne au niveau de la Tisza. La présence de kourganes et de sépultures liés aux populations Yamna en Thrace orientale et au sud de la Serbie/Kosovo/Albanie montrent leurs intrusions bien au delà des régions au sud des steppes pontiques.
Dans son domaine occidental, la culture Yamna est suivie par la culture des catacombes ; à l’est, par la culture de Poltavka et la culture de Sroubna.

## Vestiges archéologiques
|  |  |  |

## Culture

### Nouvelle économie pastorale et migrations

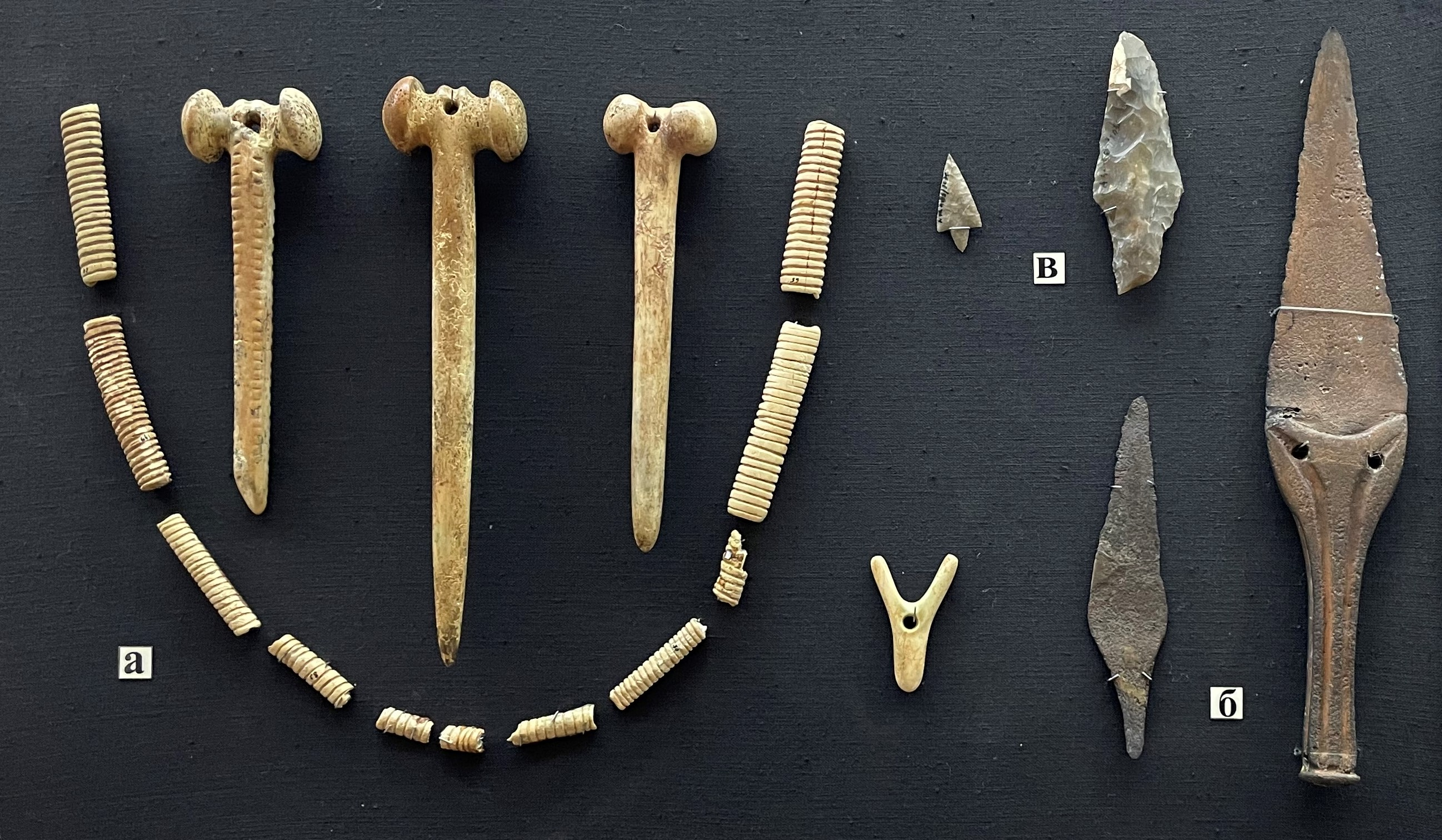
Collections du musée d'archéologie de Kiev.

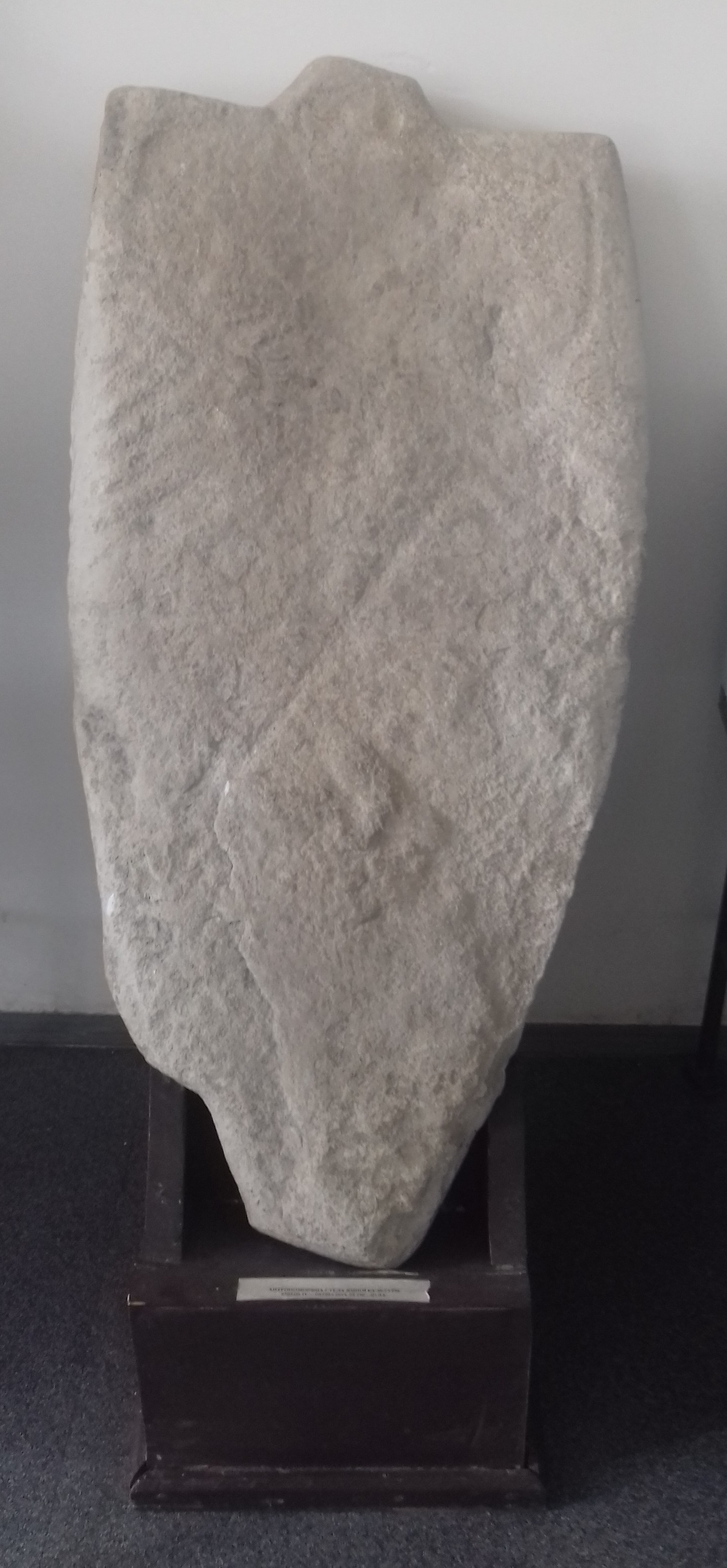
Stèle présentée au musée d'archéologie d'Odessa.

Au cours de l'âge du bronze ancien, les populations de la steppe d'Eurasie occidentale se sont étendues sur une immense zone du nord de l'Eurasie. Des preuves archéologiques et génétiques combinées soutiennent des mouvements de population généralisés de l'âge du bronze précoce hors de la steppe pontique-caspienne qui ont entraîné un flux de gènes sur de vastes distances, reliant les populations de pasteurs Yamna en Scandinavie avec les populations pastorales (connues sous le nom de culture d'Afanasievo) loin à l'est dans le montagnes de l'Altaï et de la Mongolie. Ces migrations ont également entraîné la dispersion de diverses espèces de plantes cultivables, notamment le chanvre (Cannabis), que la culture Yamna utilisait peut-être pour ses propriétés psychotropes dans un contexte rituel ou festif,.
Certains modèles soutiennent que cette expansion est le résultat d'une économie pastorale nouvellement mobile caractérisée par la traction équestre, le transport en chariots et une dépendance alimentaire régulière à la viande et au lait. Ainsi, le pastoralisme entièrement mobile devient alors la stratégie de subsistance prédominante dans la steppe. Une étude publiée en 2021 basée sur l'analyse protéomique du tartre dentaire d'individus de la steppe eurasiatique occidentale montre une transition majeure dans la production laitière au début de l'âge du bronze. L'apparition rapide de la production laitière omniprésente à un moment où les populations de steppe sont connues pour avoir commencé à se disperser offrirait ainsi un aperçu critique d'un catalyseur clé de la mobilité des steppes. L'identification des protéines du lait de jument signale également la domestication du cheval au début de l'âge du bronze, ce qui confirme son rôle dans les dispersions steppiques. Les résultats de l'étude indiquent un épicentre potentiel pour la domestication des chevaux dans la steppe pontique-caspienne au troisième millénaire av. J.-C. et offrent un solide soutien à l'idée que la nouvelle exploitation de produits animaux secondaires a été un facteur clé de l'expansion des pasteurs des steppes eurasiennes au début de l'âge du bronze. Il existe également des preuves solides qu'ils étaient des cavaliers à travers des particularités typiques du squelette dues à la pratique de l'équitation, ce qui en fait les premiers cavaliers connus.
Ce changement dans l'économie de subsistance, indiqué par les isotopes alimentaires stables dans les ossements humains ainsi que par la protéomique, s'est accompagné de l'abandon généralisé des sites de peuplement fluviaux énéolithiques, de l'apparition de cimetières kourganes dans les plateaux arides auparavant inexploités entre les vallées fluviales, et de l'inclusion de véhicules à roues et occasionnellement d'ossements de chevaux dans les tombes de la culure Yamna.
La triade de la traction animale, de la production laitière et de la domestication des chevaux semble avoir joué un rôle déterminant dans la transformation des économies pontique-caspienne et l'ouverture de la steppe plus large à l'habitation humaine. Si tout ou partie de ces éléments étaient présents avant l'âge du bronze, ce n'est qu'à partir de cette dernière période que l'on assiste à leur exploitation intensive et soutenue par de nombreux groupes.

### Stèles anthropomorphes

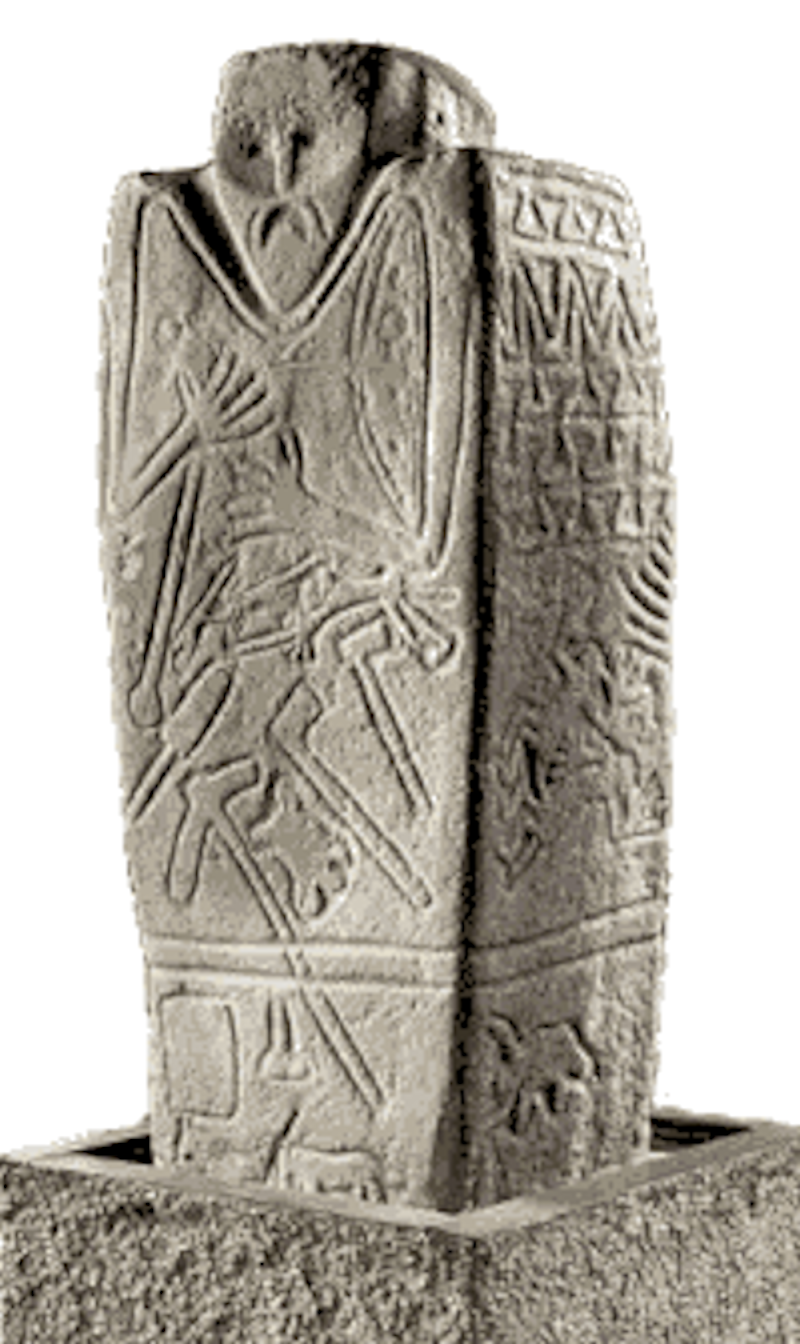
Idole de Kernosivsky, stèle anthropomorphe d'Ukraine, de la culture Yamna, datant du IIIe millénaire av. J.-C.

Les stèles kourganes ou stèles anthropomorphes sont un ensemble de types de stèles représentant le plus souvent un homme avec ses armes, ou une femme, retrouvées dans les steppes d'Europe de l'Est et d'Asie centrale, sur une période de 3 000 ans. Les premières stèles anthropomorphes datent du IVe millénaire avant J.C. et sont associées à l'horizon Yamna du début de l'âge du bronze, en particulier à la culture Kemi Oba en Crimée et de la région steppique adjacente. En Ukraine, elles sont au nombre d'environ trois cents, pour la plupart des dalles de pierre très grossières avec une tête schématique simple en saillie et quelques traits tels que des yeux ou des seins taillés dans la pierre. Une vingtaine de spécimens, appelés statues menhirs, sont plus complexes, avec ornements, armes, figures humaines ou animales. Ces stèles anthropomorphes ont été présentées par certains spécialistes comme Marija Gimbutas comme faisant partie du « package steppique » et comme un indice de la diffusion vers l'Ouest de la « civilisation des kourganes ». Selon Christian Jeunesse, ce serait la culture de Maïkop qui serait le berceau de ces innovations qui auraient été transmises par la suite par ces populations d'origine steppique.
Sur des statues plus grossières il est impossible de discerner le sexe, mais le plus souvent il est aisément reconnaissable : les hommes sont avec des moustaches (parfois avec barbe), dans un costume avec des cuirasses et des ceintures en métal, parfois avec une épée, etc. ; les femmes ont les seins nus, portent des coiffes particulières, des ceintures ou des colliers, etc.

### Culture funéraire
Une caractéristique de cette culture est l'inhumation dans des kourganes (tumulus) recouvrant des fosses à tombes où le mort est placé en décubitus dorsal avec les genoux repliés. Les corps étaient recouverts d'ocre. Des tombes multiples ont été découvertes dans ces kourganes, souvent après des insertions postérieures.
Des sacrifices d'animaux étaient pratiqués (bovins, cochons, moutons, chèvres et chevaux) : une caractéristique associée aussi bien aux Proto-Indo-Européens qu'aux « Proto-Indo-Iraniens ».
Les premiers exemples d'inhumations d'adultes et d'enfants dans des tombes à fosse sous des tumulus, ou kourganes, peuvent être observés dans la zone centrale de Yamna, dans les steppes pontico-caspiennes. Les inhumations doubles et multiples d'adultes et d'enfants sont fréquentes ici. Les morts sont souvent disposés dans des démonstrations théâtrales d'affection personnelle, telles que des câlins, des baisers ou avec un contact visuel, qui ressemblent à ceux observés plus tard dans les cimetières de la culture de la céramique cordée et de la culture campaniforme. En outre, les jeunes adultes pourraient avoir été enterrés de préférence avec un adulte dans les tombes de Yamna. En regardant plus à l'est, les tombes de la culture d'Afanasievo en Asie centrale, liées à l'expansion des populations des steppes vers le sud de la Sibérie et la Mongolie, présenteront des sépultures communes similaires.
Les plus anciens restes d'un char à roues en Europe de l'Est ont été découverts dans le kourgane, associé à la culture Yamna, de « Storojova mohyla » (Dnipro, Ukraine) dont la fouille fut dirigée par A. I. Trénojkine.
Le site sacrificiel de Louhansk, découvert en 2014, a été décrit par ses découvreurs comme un sanctuaire de colline où ont eu lieu des sacrifices humains.